# Eptesicus orinocensis
Eptesicus orinocensis — вид рукокрилих ссавців з родини лиликових.

## Таксономічна примітка
Таксон нещодавно описаний.

## Поширення
Країни проживання: Колумбія, Венесуела, Гаяна?.